# 托沃奈
托沃奈（法語：Thauvenay，法語發音：[tovnɛ]）是法国谢尔省的一个市镇，位于该省东部偏北，属于布尔日区。

## 地理
托沃奈（47°18'18"N, 2°52'5"E）面积9.86 平方千米，位于法国中央-卢瓦尔河谷大区谢尔省，该省份为法国中部省份，北起卢瓦雷省，西接卢瓦-谢尔省和安德尔省，南至克勒兹省，东南接阿列省，东临涅夫勒省。
与托沃奈接壤的市镇（或旧市镇、城区）包括：库阿尔格、梅内特雷奥勒-苏桑塞尔、圣布伊兹、桑塞尔、维农、卢瓦尔河畔特拉西。

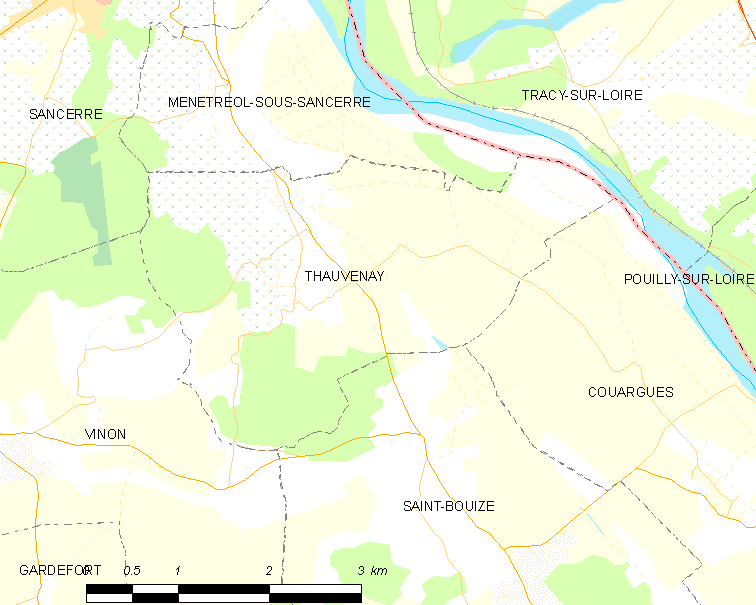
托沃奈的OSM定位图

托沃奈的时区为UTC+01:00、UTC+02:00（夏令时）。

## 行政
托沃奈的邮政编码为18300，INSEE市镇编码为18262。

## 政治
托沃奈所属的省级选区为桑塞尔县。

## 人口

1962-2008年间托沃奈人口变化图示

托沃奈于2022年1月1日时的人口数量为319人。